# Francisco de los Ángeles Quiñones
Francisco de los Ángeles Quiñones OFM (ur. w 1475 w León, zm. 5 listopada 1540 w Veroli) – hiszpański kardynał.

## Życiorys
Urodził się w 1475 roku w León, jako syn Diega Fernándeza de Quiñonesa i Juany Enríquez de Guzmán. Jego chcielne imię brzmiało Enrique, a zmienił je, gdy w 1491 roku wstąpił do zakonu franciszkanów. W 1518 roku został wikariuszem generalnym hiszpańskiej prowincji Los Angeles, gdzie pracował jako misjonarz. W wyniku śmierci współbrata Juana Clapióna, powrócił z Ameryki i wizytował wiele europejskich krajów. W latach 1523–1524 udał się do na misję Meksyku a w okresie 1522–1527 był generałem zakonu. Dwa lata po powrocie starał się zapobiec sojuszowi papieża z koalicją antycesarską Francji i Wenecji. Prowadził negocjację pomiędzy Klemensem VII a Karolem V, jednak nie przyniosły one spodziewanego rezultatu. W 1527 roku został legatem przy cesarzu i skutecznie negocjował z nim uwolnienie papieża po złupieniu Rzymu. 7 grudnia 1527 roku został kreowany kardynałem prezbiterem i otrzymał kościół tytularny Santa Croce in Gerusalemme. Odegrał ważną rolę w podpisaniu pokoju w Cambrai. 5 grudnia 1530 roku został wybrany biskupem Corii, a 21 grudnia 1531 roku przyjął sakrę. W 1532 roku zrezygnował z zarządzania diecezją, a w 1539 roku był administratorem diecezji Acerno. Pełnił także funkcję kamerlinga Kolegium Kardynałów w okresie 1535–1536. Zmarł 5 listopada 1540 roku w Veroli.